# Leavening
Leavening är en ort och civil parish i Storbritannien.   Den ligger i grevskapet North Yorkshire och riksdelen England, i den centrala delen av landet, 290 km norr om huvudstaden London. Leavening ligger 92 meter över havet och antalet invånare är 363.
Terrängen runt Leavening är platt norrut, men söderut är den kuperad. Runt Leavening är det ganska glesbefolkat, med 27 invånare per kvadratkilometer. Närmaste större samhälle är Malton, 9,0 km norr om Leavening. Trakten runt Leavening består till största delen av jordbruksmark.